# Olekszandr Mikolajovics Kucser
Olekszandr Mikolajovics Kucser vagy Olekszandr Kucser (ukránul: Олександр Миколайович Кучер; Kijev, 1982. október 22. –) ukrán labdarúgó, 2020-tól az ukrán Metal Kharkiv belső védője.

## Pályafutása

### Klubcsapatokban
Pályafutását az Dinamo Kijiv egyik nevelőegyesületében, az Atlet-ben kezdte, majd 2000-ben igazolt az akkor harmadosztályban szereplő Arszenal Harkivhoz. 2002-ben az akkor még csak 20 éves Kucserre a Metalurh Doneck figyelt fel és igazolta le. A következő idényben bemutatkozott ugyan az ukrán élvonalban, azonban főként a Metalurh ifjúsági és tartalékcsapataiban jutott játéklehetőséghez, ezért a 2002–2003-as idény tavaszi fordulóit első felnőtt klubjában töltötte kölcsönjátékosként.
A 2003 második felét Örményország fővárosában a  Banancnál töltötte. Az örmény élvonalban nagyszerű teljesítményt nyújtó Kucsert a Metalurh visszarendelte, és a 2003–2004-es idény tavaszi fordulóiban már hétszer jutott játéklehetőséghez az első csapatnál.
A következő szezon nem a vártaknak megfelelően alakult, az első csapatban rendre csak cserepados volt, ezért újból kölcsönjátékosként visszatért Harkivba, ezúttal a Metaliszthoz. A kevés játéklehetőség újabb állomáshoz vezetett: 2005-ben újból visszatért az Arszenal Harkivhoz.
2005 nyarán a Metalurh Donecktől a Metaliszt Harkivhoz igazolt, ami meghozta számára az igazi áttörést: a 2005–2006-os idény során 23 mérkőzésen lépett pályára, amelyeken a Metaliszt védelmének stabil és meghatározó tagja lett, majd a patinás Sahtar Doneck szerződési ajánlatára bólintott igent, majd Doneckbe költözött.
A védelem alapembere volt a Sahtar legfényesebb időszakában: 2008-ban bajnoki címet, kupagyőzelmet, majd szuperkupa-győzelmet ünnepelt, majd 2009 májusában UEFA-kupa-győztes lett.

### Válogatottban
Az ukrán labdarúgó-válogatottban 2006. augusztus 15-én, Oleh Blohin kapitánysága alatt debütált egy Azerbajdzsán elleni barátságos mérkőzésen. Első gólját 2006. október 10-én, második válogatottsága alkalmával szerezte.

## Sikerei, díjai
- Ukrán bajnok: 2008
- Ukránkupa-győztes: 2008
- Ukrán szuperkupa-győztes: 2008
- UEFA-kupa-győztes: 2009
- UEFA-szuperkupa-döntős: 2009

## Külső hivatkozások
- Adatlapja a Sahtar hivatalos oldalán (ukránul)
- Adatlapja az ukrán Premjer-Liha hivatalos oldalán (ukránul)